# Ulica Stanisława Moniuszki w Łodzi

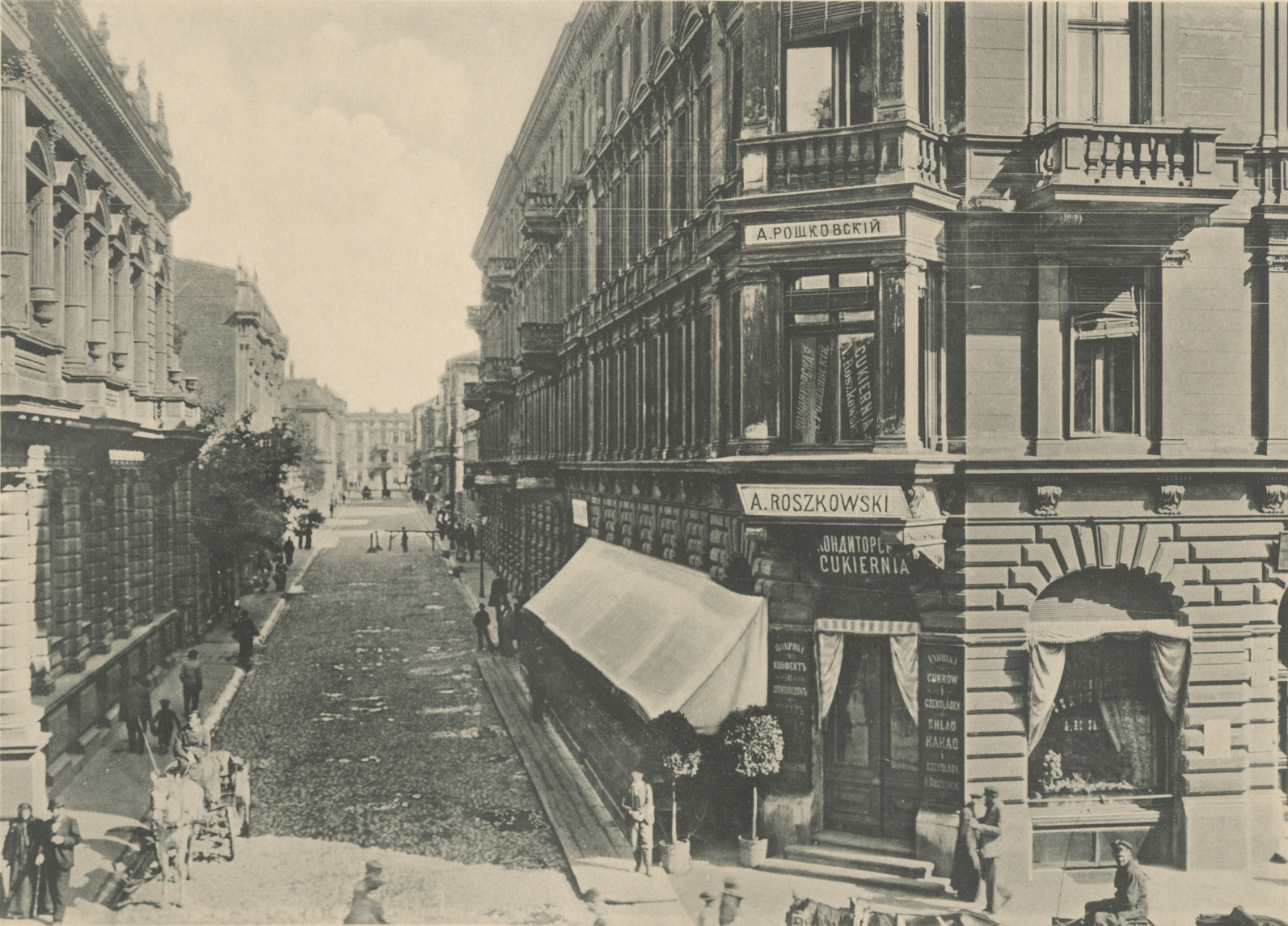
Dawny pasaż Meyera
(fot. B. Wilkoszewski, 1896)

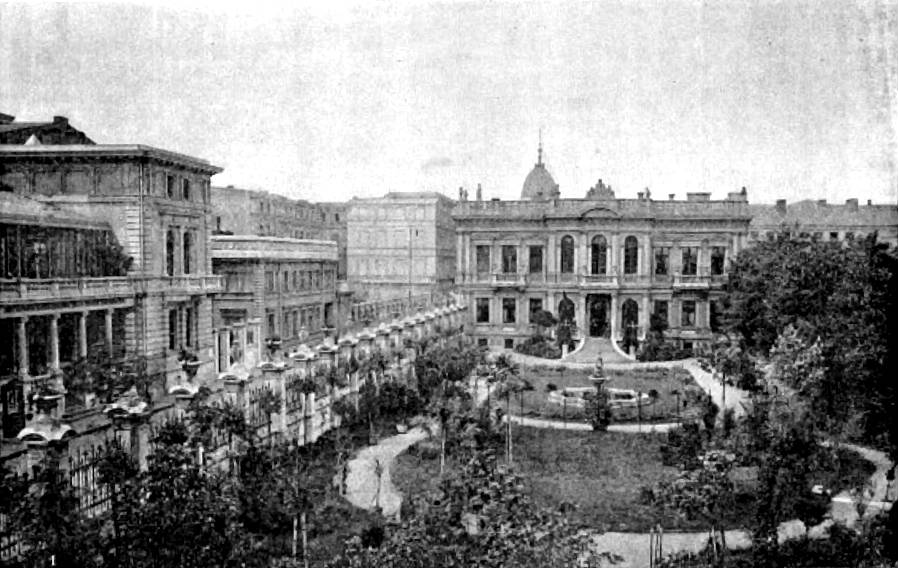
Willa Ludwika Meyera pod numerem 4
(fot. B. Wilkoszewski, około 1900)

Ulica Stanisława Moniuszki – ulica w Śródmieściu Łodzi w obszarze SIM Centrum, dawniej pasaż Meyera, o długości 0,3 km, biegnąca niemal równoleżnikowo od ul. Piotrkowskiej do ul. Henryka Sienkiewicza. Dawny prywatny pasaż Ludwika Meyera z neorenesansowymi willami zaprojektowanymi przez Hilarego Majewskiego.
W całości znajduje się w turystyczno-historycznej strefie miasta. Zespół urbanistyczny ulicy jest wpisany do rejestru zabytków.
Na całej długości ulicy obowiązuje ruch dwukierunkowy (stan na luty 2017). Do 11 września 2002 miała ona status drogi powiatowej, a w tym dniu obniżono go (uchwałą nr LXXXVI/1902/02 Rady Miejskiej w Łodzi) do drogi gminnej.
Ulica w całości znajduje się w obrębie rzymskokatolickiej parafii Podwyższenia Świętego Krzyża.

## Historia

### Historia
Mierzący 300 m długości pasaż powstał jako prawdopodobnie druga prywatna ulica w Łodzi, częściowo zamknięta dla ruchu publicznego, łącząca ulice Piotrkowską i Dziką (późn. ulica Mikołajewska, ob. ul. Henryka Sienkiewicza). Impulsem do wybudowania pasażu była plotka o przeniesieniu stolicy guberni z Piotrkowa do Łodzi, która pojawiła się na początku lat 80. XIX wieku. Meyer postanowił, że wybuduje domy, które staną się siedzibą carskich władz. Zgodę magistratu na wytyczenie ulicy uzyskał w maju 1885 roku. Do awansu miasta nie doszło, niemniej ulica powstała i wkrótce doczekała się miana najpiękniejszej ulicy w Łodzi – tak określił ją w połowie 1895 roku autor notatki zamieszczonej w piotrkowskim „Tygodniu”.
Wznoszone domy wyposażone zostały w instalacje gazowe i wodno-kanalizacyjne. Jezdnię wyłożono drewnianą kostką brukową (na której koła powozów czyniły mniejszy hałas niż na bruku kamiennym), zaś chodniki – płytami piaskowca.
Pasaż zamieszkiwali członkowie łódzkiej elity, m.in. prezydent miasta Władysław Pieńkowski, adwokat Henryk Elzenberg i fabrykant Zygmunt Jarociński; pod numerem 5 swój zakład fotograficzny miał Bronisław Wilkoszewski. Ludwik Meyer mieszkał do 1901 roku pod numerem 4 w willi otoczonej okazałym ogrodem, w którego miejscu wybudowano w latach 30. XX wieku, zachowany do dziś (2017), gmach Polskiej YMCA.
Na początku 1887 roku pasaż – jako pierwsza ulica w Łodzi – otrzymał oświetlenie elektryczne. Każdy dom i ogród oświetlony był światłem elektrycznym. W suterenie domu pod numerem 3 zainstalowano prądnicę, zwaną wówczas maszyną dynamoelektryczną. Od 1 lipca 1888 do zawieszenia wydawania pisma z końcem 1892 roku mieściły się w willi Ludwika Meyera pod numerem 9 (przed reformą adresową nr hip. 514c) redakcja i drukarnia najstarszej w mieście gazety wydawanej całkowicie w języku polskim – „Dziennika Łódzkiego”.
Wkrótce po przenosinach redakcji stały felietonista gazety napisał:

[…] Nad nami dyrekcya naukowa, na przeciwko towarzystwo ubezpieczeń, towarzystwo przemysłowe, telegraf i poczta, po lewej restauracya, a po prawej także coś tam być musi. Promienie słoneczne w dzień, snopy światła elektrycznego w nocy. Gdziekolwiek spojrzysz, – piękny kwiat lub kobieta, co na jedno wychodzi. To pasaż Meyera, – to nowa nasza siedziba od tygodnia! […]

W 1905  lub 1906 roku pasaż Meyera przeszedł pod zarząd miasta (właściciel przekazał go nieodpłatnie) i stał się ulicą publiczną. Do 1937 roku ulica została podłączona do miejskiej sieci kanalizacyjnej, w tym samym roku zmieniono nawierzchnię jezdni na asfaltową . W czasie II wojny światowej Niemcy zmienili w 1940 roku nazwę na Dietrich-Eckart-Straße – ku czci niemieckiego dziennikarza, pisarza i polityka, jednego z głównych przywódców NSDAP . W latach 1948–1975 na parterze kamienicy pod numerem 2 mieściła się prywatna kawiarnia „Honoratka” – miejsce spotkań łódzkiej bohemy (głównie filmowców i studentów Państwowej Wyższej Szkoły Filmowej, obecnie PWSFTviT im. Leona Schillera).
W zakresie bezpieczeństwa ruchu drogowego w latach 2011–2013 ulica należała do całkowicie bezpiecznych – w tym okresie nie wydarzył się na niej żaden wypadek. Czterokrotnie na kamienicach przy ulicy prezentowane były iluminacje w ramach Light Move Festival, organizowanego przez łódzką Fundację „Lux Pro Monumentis”: 19–21 października 2012 (2. edycja), 10–12 października 2014 (4. edycja), 9–11 października 2015 (5. edycja) i 7–9 października 2016 (6. edycja). W 2014 roku władze miasta podjęły decyzję o rewitalizacji ulicy, przekształceniu jej w tzw. podwórzec miejski i zaadaptowaniu willi „Trianon” pod numerem 5 i sąsiadującej z nią kamienicy pod numerem 3 dla potrzeb „Mediateki” – centrum multimedialnego połączonego z biblioteką (multiteki). Rozważano też przynajmniej częściowe wyłożenie ulicy drewnianą kostką brukową, jak miało to miejsce w XIX w. Ukończenie prac, planowane pierwotnie na 2017 rok, przesunięto na rok 2018. Ponadto planowano do 2018 roku utworzenie południkowego połączenia ul. Moniuszki z ul. Tuwima poprzez przebicie kwartału ulic między willą „Trianon” a willą pod numerem 7/9. Jesienią 2020 roku – po wprowadzeniu zmian do projektów – podano kolejny termin ukończenia inwestycji: jesień 2021 roku.
W 2015 roku ulica została uznana pomnikiem historii.

### Siedziby dawnych instytucji

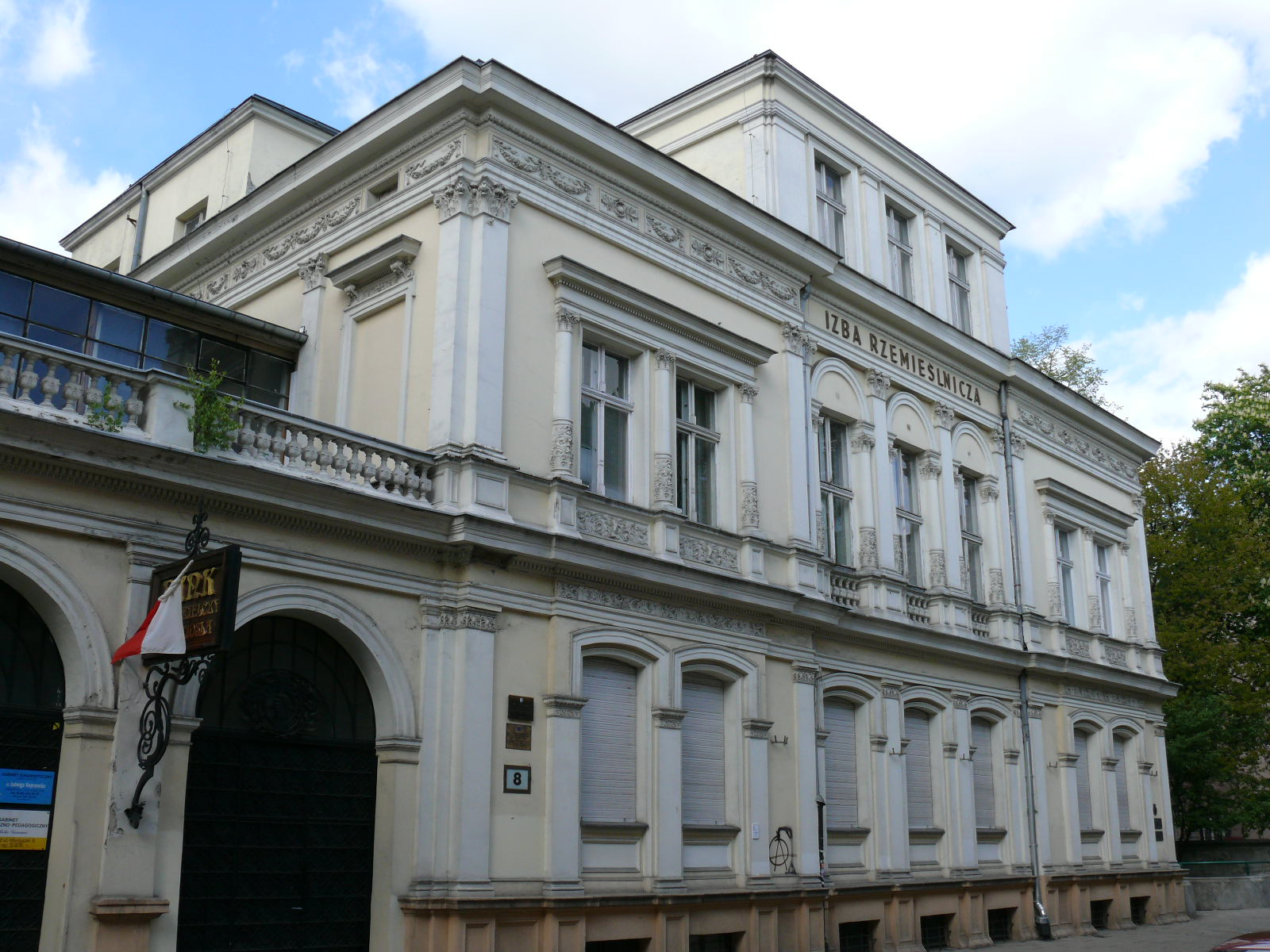
Willa pod numerem 8 (maj 2007)

W okresie przed II wojną światową przy ul. Stanisława Moniuszki miało swoje siedziby wiele instytucji:
- nr 1 – Stowarzyszenie „Lutnia”; Stowarzyszenie Uczestników Ruchu Niepodległościowego „Zarzewie”; Związek Oficerów Rezerwy Rzeczypospolitej Polskiej,
- nr 2 – Kasa Samopomocy Szeregowych Policji Państwowej i Państwowych Funkcjonariuszy Niższych,
- nr 3 – Federacja Polskich Związków Obrońców Ojczyzny; redakcja miesięcznika „Głos Rezerwisty”, wydawanego przez Zarząd Okręgu Związku Rezerwistów; Związek Rezerwistów,
- nr 4 – Urząd Pocztowo-Telekomunikacyjny Łódź 10,
- nr 4a – łódzki oddział Związku Młodzieży Chrześcijańskiej Polska YMCA; Łódzki Okręgowy Związek Szachowy,
- nr 5 – Stowarzyszenie Fabrykantów i Kupców miasta Łodzi, założone w 1913 roku[36]; Krajowy Związek Przemysłu Włókienniczego, założony w 1920 roku; Spółdzielczy Łódzki Bank Włókienniczy z ograniczoną odpowiedzialnością; Zrzeszenie Polskich Fabryk Materiałów Jedwabnych,
- nr 8 – Bank Azowsko-Doński (miejsce pracy ojca Juliana Tuwima, a także jego stryja – Henryka Krukowskiego)[37]; Izba Rzemieślnicza w Łodzi; Komisariat VII Policji Państwowej,
- nr 9 – Klub Obywatelski w Łodzi,
- nr 10 – Spółdzielczy Bank Udziałowy w Łodzi z odpowiedzialnością ograniczoną, założony w 1904 roku; Handlowo-Przemysłowe Towarzystwo Wzajemnego Kredytu w Łodzi[38].

### Sławni mieszkańcy

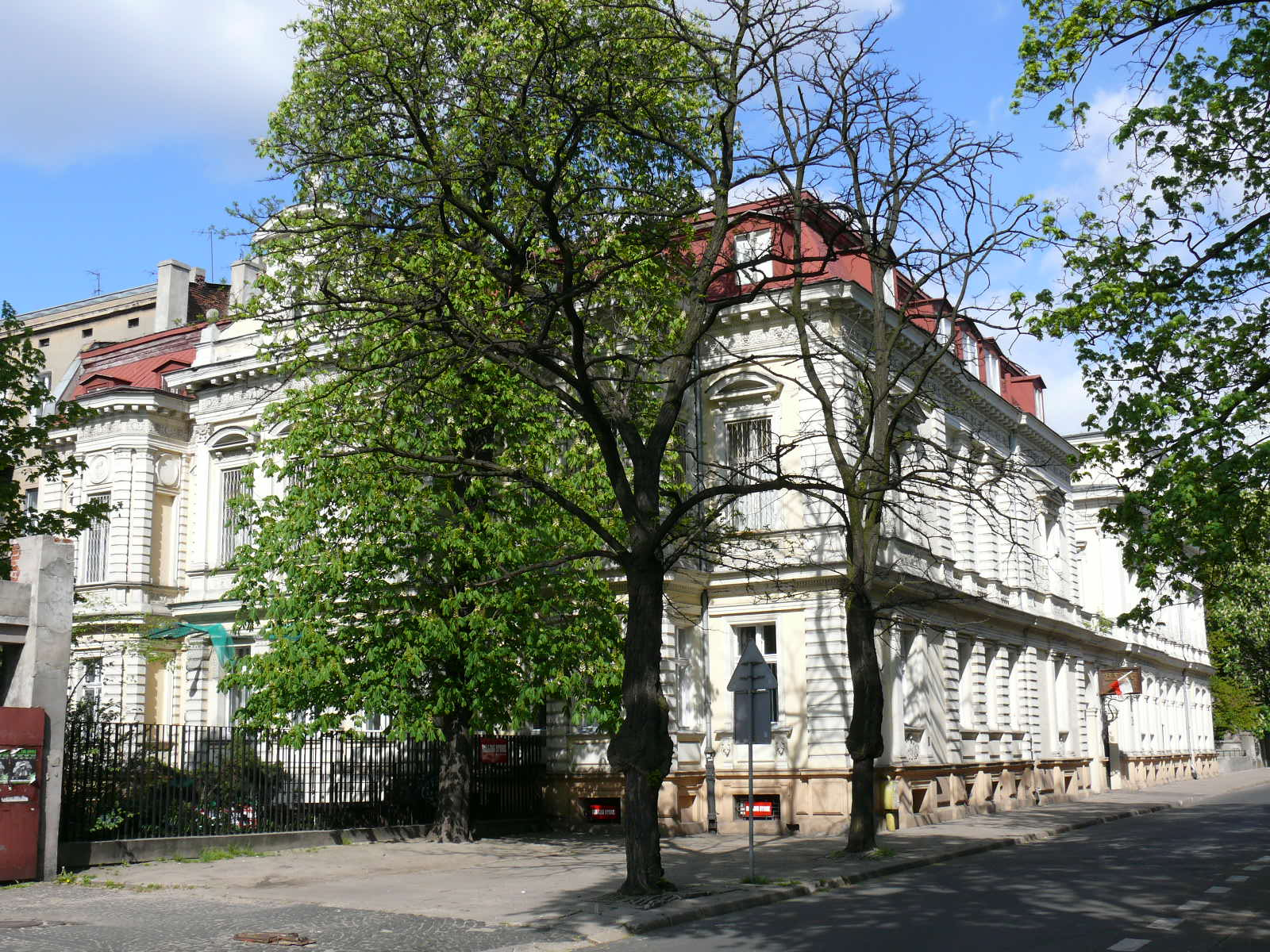
Willa pod numerem 6, w której wraz z rodziną mieszkał Zygmunt Jarociński (maj 2007)

- Henryk Elzenberg, adwokat, jeden z twórców „Dziennika Łódzkiego” – pasaż Meyera 514aa (po reformie adresowej nr 5), lata 80.– 90. XIX w.[14][15],
- Zygmunt Jarociński (fabrykant) wraz z rodziną – pasaż Meyera 512b (po reformie adresowej nr 6), XIX/XX w. (za wynajem 9 pokoi płacił rocznie 15 000 zł)[12][14],
- Stanisław Jarociński (fabrykant) – pasaż Meyera 6[39],
- Władysław Pieńkowski, prezydent Łodzi w latach 1882–1914 – pasaż Meyera 514aa (po reformie adresowej nr 5), po roku 1882 (mieszkanie służbowe wynajmowane przez magistrat za 1600 rubli rocznie)[12][15],
- Ludwik Meyer, fabrykant, twórca pasażu – pasaż Meyera 512a (po reformie adresowej nr 4), do 1901 roku[12][15],
- Samuel Chinkes, dyrektor towarzystwa ubezpieczeniowego – ul. Stanisława Moniuszki 2, okres międzywojenny[40],
- Józef, Salomon i Zygmunt Danzigerowie, przemysłowcy (Salomon był właścicielem założonej w 1919 roku przędzalni bawełny przy ul. Kątnej 6/8, ob. ul. Walerego Wróblewskiego)[41] – ul. Stanisława Moniuszki 10, okres międzywojenny[42],
- Jan Główczewski, sędzia Sądu Okręgowego w Łodzi – ul. Stanisława Moniuszki 4a, okres międzywojenny[43],
- Mieczysław Jazowski, dyrektor banku – ul. Stanisława Moniuszki 2, okres międzywojenny[44],
- Dawid Rozenblat, fabrykant, właściciel założonej w 1920 roku przędzalni przy ul. Przejazd 58 (ob. ul. Juliana Tuwima 68)[45] – ul. Stanisława Moniuszki 11, okres międzywojenny[46],
- Moszek Rozenblat, dyrektor banku – ul. Stanisława Moniuszki 11, okres międzywojenny[46],
- Majer Zylberszac, przemysłowiec (wyrób i sprzedaż towarów bawełnianych)[47] – ul. Stanisława Moniuszki 2, okres międzywojenny[48].

### Kalendarium zmian nazwy ulicy

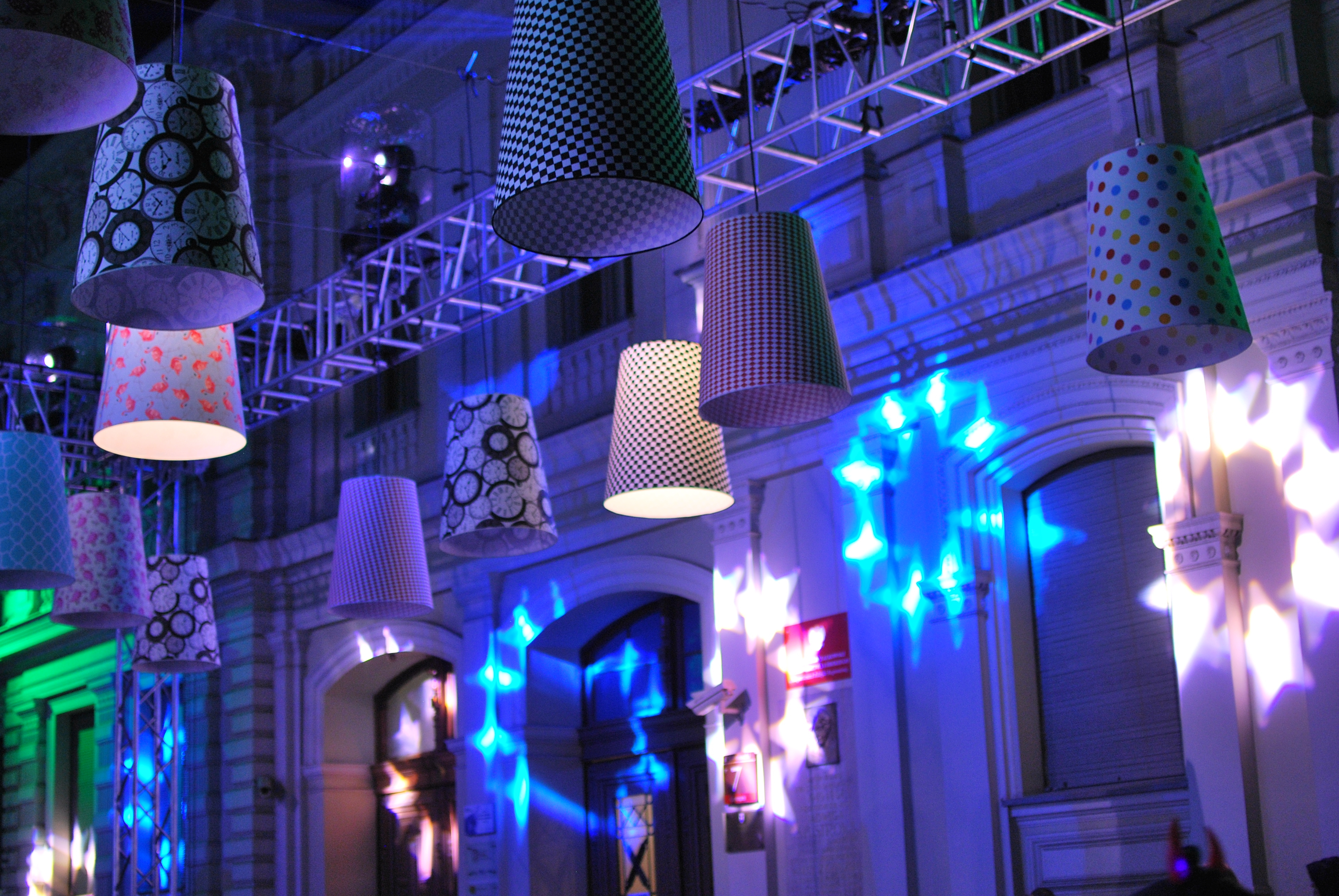
Ul. Stanisława Moniuszki podczas 5. edycji Light Move Festival (9 października 2015)

| okres obowiązywania | nazwa                                  |
| ------------------- | -------------------------------------- |
| 1883–1915           | Pasaż Meyera (Majera) / Пассажъ Майера |
| 1915–1918           | Meyers Zeile                           |
| 1918–1919           | Pasaż Meyera (Majera)                  |
| 1919–1940           | ulica Stanisława Moniuszki             |
| 1940–1945           | Dietrich Eckart Straße                 |
| od 1945             | ulica Stanisława Moniuszki             |

## Ulica Stanisława Moniuszki w kulturze

### W filmie

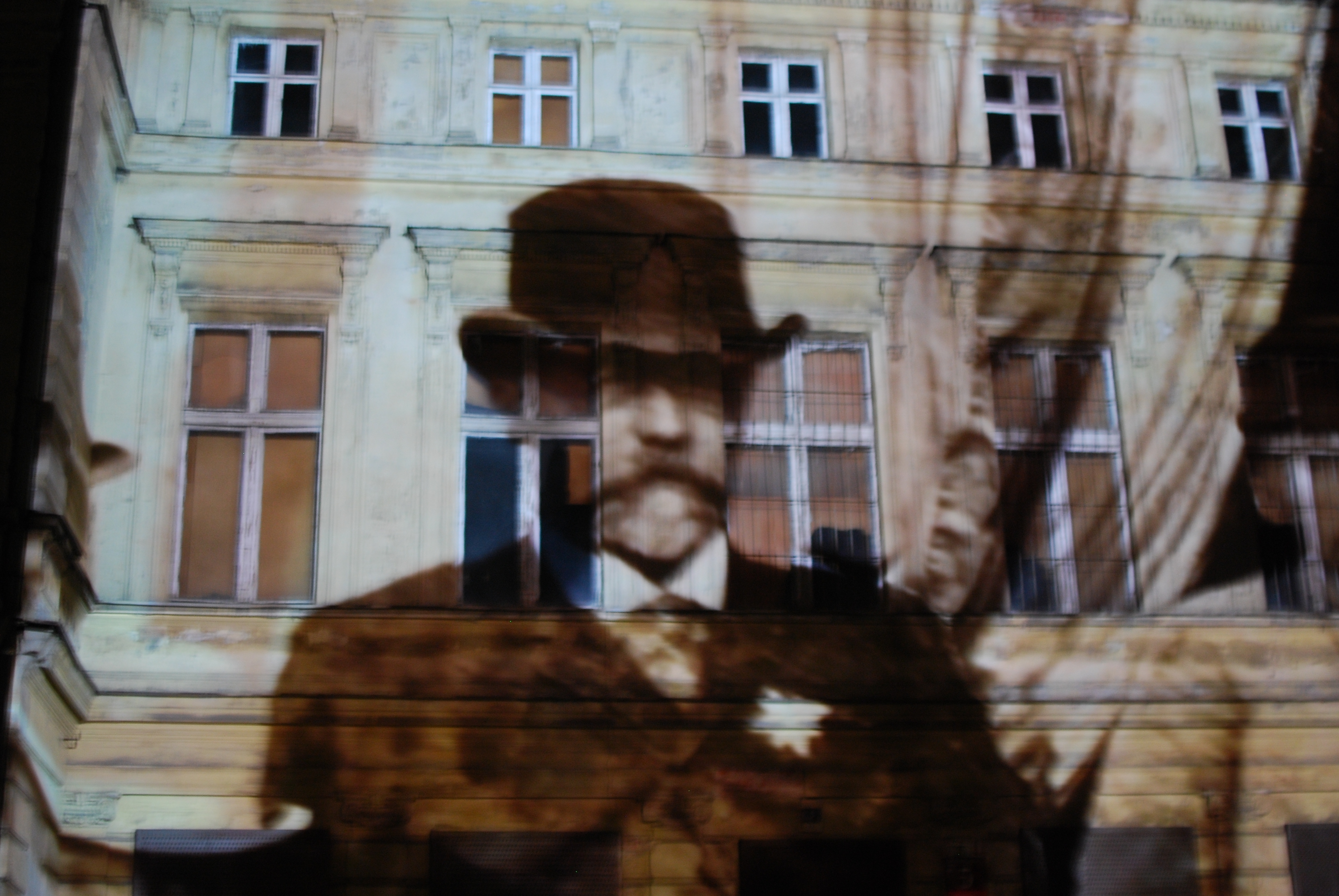
Projekcja festiwalowa 2. edycji Light Move Festival na ul. Stanisława Moniuszki (19 października 2012)

Ulica Stanisława Moniuszki wielokrotnie służyła jako plener filmowy – realizowano na niej zdjęcia m.in. do filmów fabularnych i seriali telewizyjnych:
- Kalosze szczęścia (1958) w reż. Antoniego Bohdziewicza – wspomniana wyżej kawiarnia „grała” monachijski zakład pogrzebowy Hansemanna[49] [50],
- Zezowate szczęście (1960) w reż. Andrzeja Munka – ulica pojawia się w śnie Jana Piszczyka[49] ,
- Ich dzień powszedni (1963) w reż. Aleksandra Ścibora-Rylskiego[49] ,
- serialu Stawka większa niż życie (1967) – odc. 5 pt. Ostatnia szansa w reż. Andrzeja Konica – sceny w kawiarni „Honoratka”, w filmie pod nazwą „Café Mocca”[23][51],
- filmu (i serialu) Ziemia obiecana (1974, 1975) w reż. Andrzeja Wajdy – scena przejścia konduktu żałobnego po śmierci Hermana Buchholza (na czas jej realizacji fragment ulicy wyłożono kostką brukową, ukrywając pod nią współczesną nawierzchnię asfaltową)[49] [52],
- Aktorzy prowincjonalni (1978) w reż. Agnieszki Holland – gmach YMCA (w okresie realizacji zdjęć Pałac Młodzieży im. Juliana Tuwima) „odgrywał” rolę prowincjonalnego teatru[49] ,
- serialu Kariera Nikodema Dyzmy (1980) w reż. Jana Rybkowskiego i Marka Nowickiego – przy ulicy znajdowało się mieszkanie Nikodema Dyzmy[53], obok kawiarni „Honoratka” – wejście do Banku Żywności, w którym pracował, zaś pod numerem 1 – wejście do kina „Splendid”[49] [54],
- Vabank (1981) w reż. Juliusza Machulskiego,
- filmu (i serialu) Komediantka (1986, 1987) w reż. Jerzego Sztwiertni[49] ,
- Porno (1989) w reż. Marka Koterskiego – sprzed gmachu YMCA Aga (Iwona Katarzyna Pawlak) zabiera taksówką Michała (Zbigniew Rola)[49] ,
- Inland Empire (2006) w reż. Davida Lyncha[55],
- serialu Bodo (2016) w reż. Michała Kwiecińskiego i Michała Rosy[49] .

### W muzyce
- Nazwa ulicy pojawiła się (wśród nazw wielu innych łódzkich ulic) jako pierwsza w tekście trzeciej zwrotki utworu pt. „Łódź” – szóstego na drugim albumie zespołu NOT, zatytułowanym NOT, wydanym w 2007 roku przez wytwórnię 2.47 Records[56][57].

## Obiekty

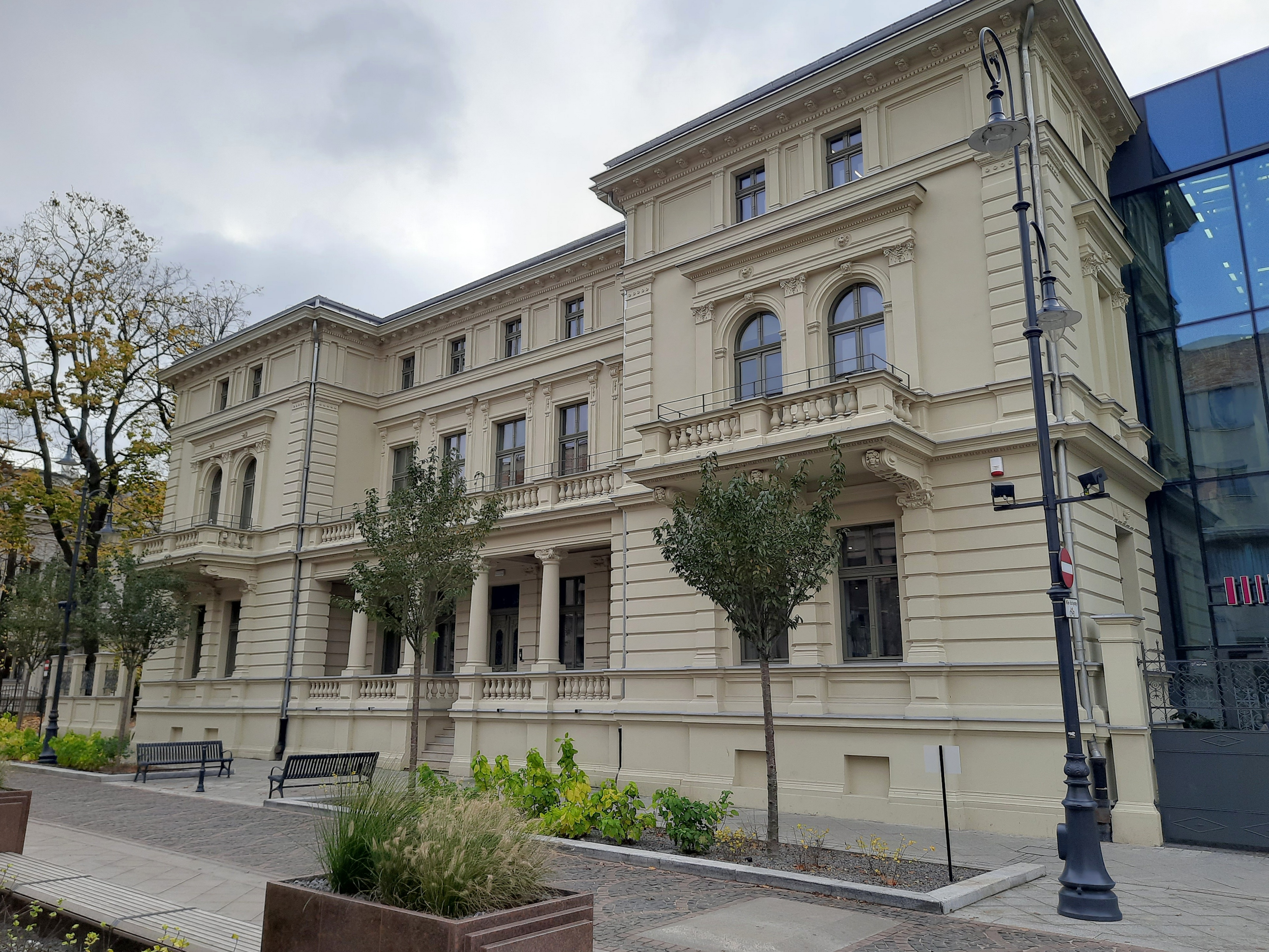
Willa Meyera „Trianon” pod numerem 5 (2023)

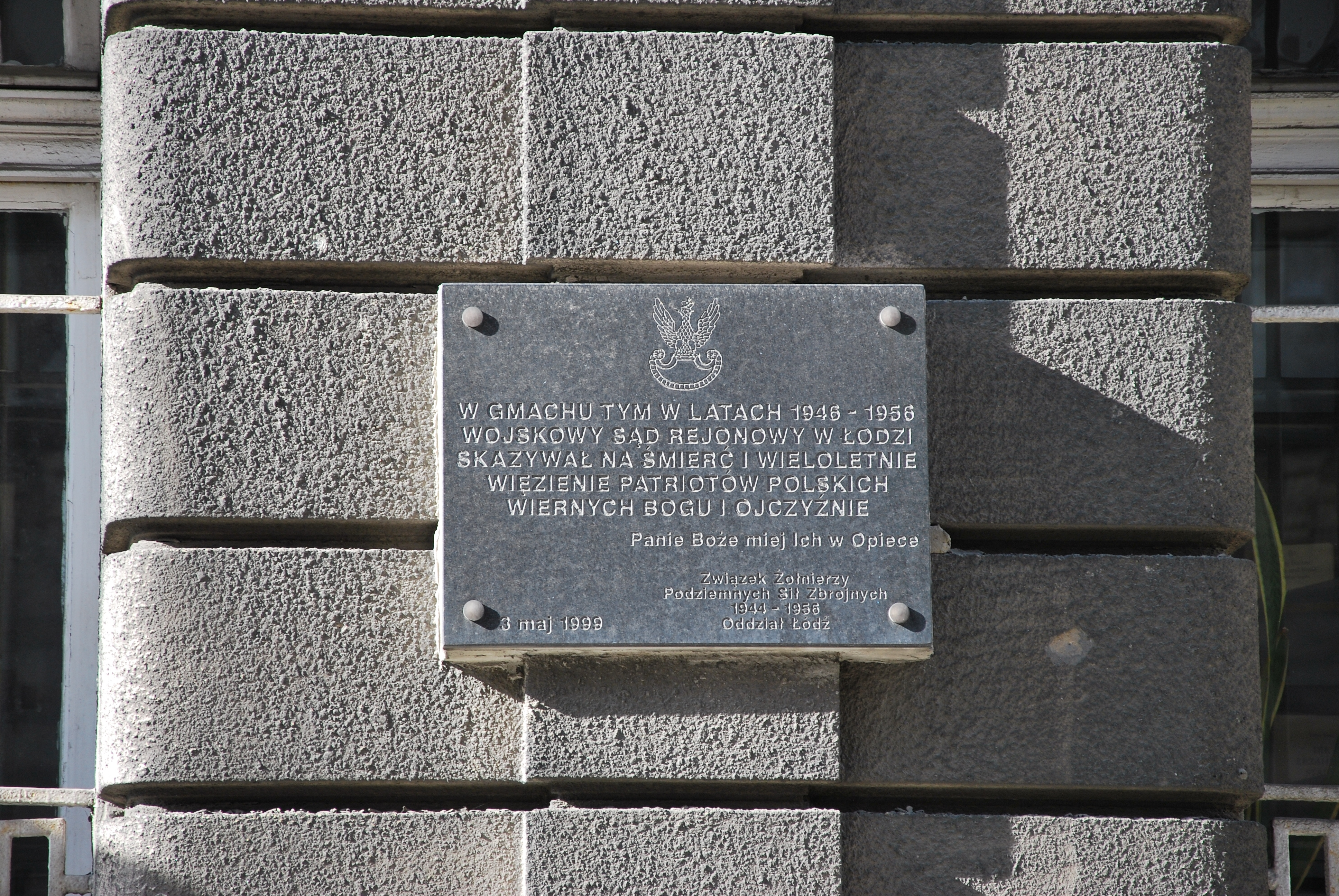
Tablica upamiętniająca istnienie Wojskowego Sądu Rejonowego w Łodzi – pod numerem 10 (kwiecień 2011)

- nr 2 – tablica upamiętniająca nieistniejącą już kawiarnię „Honoratka”, odsłonięta na ścianie kamienicy 23 maja 2012 z inicjatywy Leopolda Renégo Nowaka, Urzędu Miasta Łodzi i Muzeum Kinematografii w Łodzi, wykonana według projektu Mariana Koniecznego[24][58],
- nr 4 – willa Meyera z 1887 roku (w rejestrze zabytków: A/82 z 20.01.1971[1]), w której mieści się Urząd Pocztowy Łódź 17,
- nr 4a – gmach łódzkiego oddziału Związku Młodzieży Chrześcijańskiej Polska YMCA (w rejestrze zabytków: A/83 z 20.01.1971[1]), wzniesiony w latach 1932–1935 według projektu Wiesława Lisowskiego, w okresie PRL siedziba Młodzieżowego Domu Kultury (1952–1964) i Pałacu Młodzieży im. Juliana Tuwima (1964–1993)[59]; obok gmachu, po jego zachodniej stronie – popiersie Juliana Tuwima, autorstwa Elwiry i Jerzego Mazurczyków (od 2011 roku jest planowane jego przeniesienie przed nową siedzibę Pałacu Młodzieży na Retkinię)[60],
- nr 5 – willa Meyera „Trianon” z 1887 roku (w rejestrze zabytków: A/84 z 20.01.1971[1]) – d. mieszkanie służbowe prezydenta Łodzi Władysława Pieńkowskiego i d. siedziba zakładu fotograficznego Bronisława Wilkoszewskiego[d][12][16]. Od 2022 roku mieści się tutaj Mediateka Memo będąca filią Biblioteki Miejskiej w Łodzi[61].
- nr 6 i 8 – dwie wille Meyera z 1887 roku, połączone łącznikiem, z wewnętrznym dziedzińcem i otoczeniem ogrodowym (w rejestrze zabytków: A/263 z 5.03.1965, 20.01.1971 i 30.12.2015[1]) – siedziba Banku Spółdzielczego Rzemiosła, Izby Rzemieślniczej w Łodzi oraz pubu „Z innej beczki” (wcześniej „Rolling Stone”); w sąsiedztwie willi pod numerem 8 – pomnik-popiersie Jana Kilińskiego, odsłonięty w 1984 roku, autorstwa mistrza sztukatora Mieczysława Janickiego z łódzkiej Pracowni Robót Sztukatorskich „Arkady”,
- nr 7/9 – willa Meyera z 1887 roku (w rejestrze zabytków: A/32 z 20.01.1971[1]) – siedziba Centrum Obsługi Przedsiębiorcy w Łodzi i Punktu Informacyjnego Funduszy Europejskich; na ścianie willi – odsłonięta w maju 1962 roku tablica upamiętniająca mieszkającą tam w latach 1949–1961 prof. dr med. Jadwigę Szustrową, zasłużoną w walce z gruźlicą na terenie Łodzi,
- nr 10 (oraz ul. Henryka Sienkiewicza 21) – kamienica narożna wzniesiona przez Ludwika Meyera; 1 lipca 1886 roku znalazły w niej siedzibę urząd pocztowy i stacja telegraficzna (przeniesione z ul. Wschodniej)[62]; w latach 1946–1956 była siedzibą Wojskowego Sądu Rejonowego w Łodzi, skazującego na śmierć i wieloletnie więzienie patriotów polskich wiernych Bogu i Ojczyźnie – jak głosi napis na umieszczonej na ścianie gmachu tablicy pamiątkowej, odsłoniętej 3 maja 1999 z inicjatywy łódzkiego oddziału Związku Żołnierzy Podziemnych Sił Zbrojnych 1944–1956,
- nr 11 – dom z 1885 roku (w rejestrze zabytków: A/85 z 20.01.1971[1]).

## Numeracja i kody pocztowe
- Numery parzyste: 2–10
- Numery nieparzyste: 1–11
- Kody pocztowe: 90-101 (od nr 1 do końca nieparzyste); 90-111 (2 – d.k. parzyste)[63]; 90-110 (UP Łódź 17)[64].

## Komunikacja miejska
Ulicą Stanisława Moniuszki nie przebiegają obecnie (ani nie przebiegały w przeszłości) żadne stałe linie MPK Łódź i innych przewoźników.